# Herb gminy Oporów
Herb gminy Oporów – symbol gminy Oporów.

## Wygląd i symbolika
Herb przedstawia na tarczytarczę dzieloną w pas. W polu srebrnym pół orła czarnego. W polu czerwonym trzy kamienie srebrne.
Herb pochodzi od założycieli miasta Oporowa, budowniczych tutejszego zamku i fundatorów kościoła – Oporowskich herbu Sulima.